# Kotomitsuki Keiji

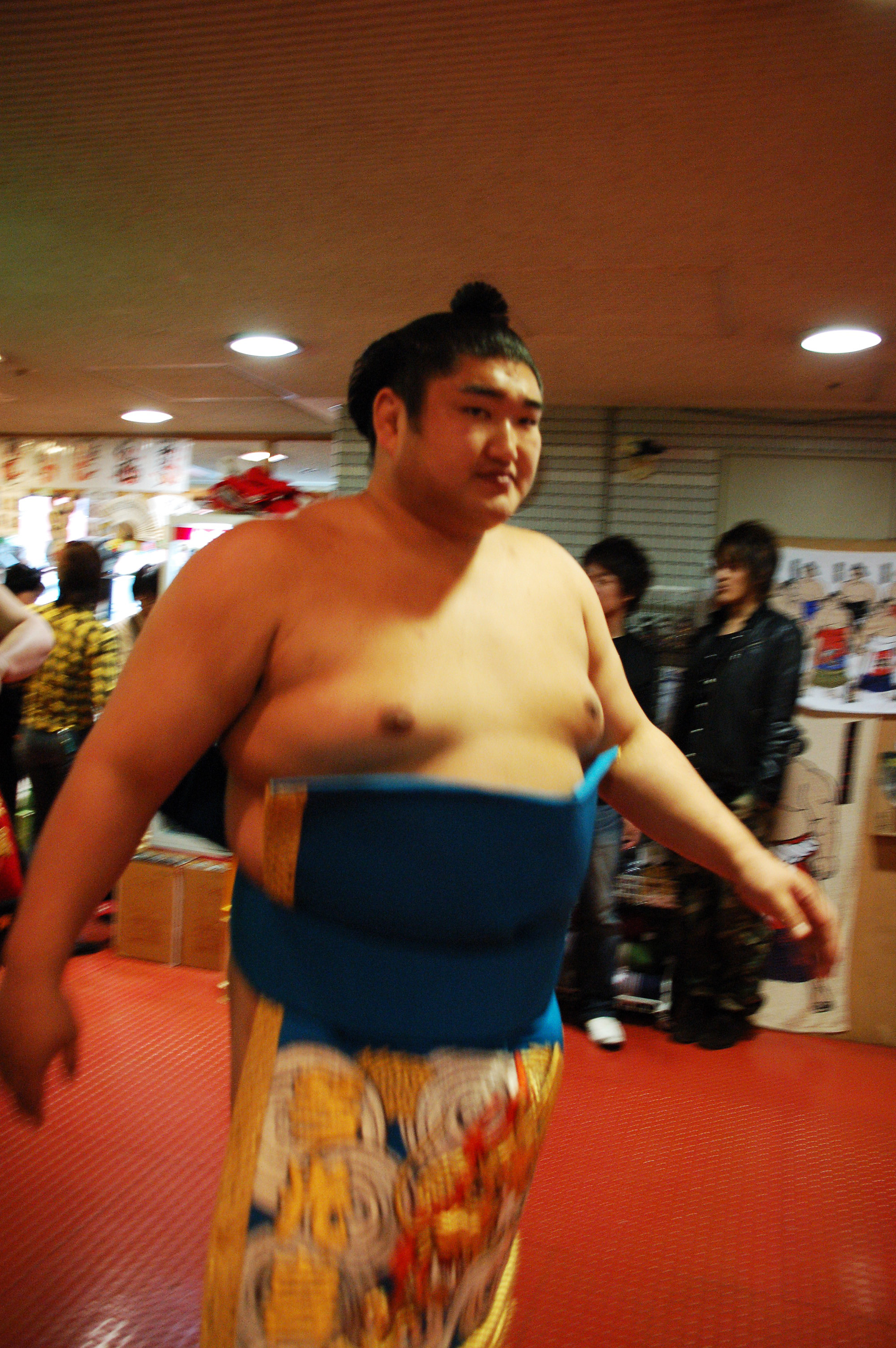
Kotomitsuki Keiji.

Kotomitsuki Keiji (琴光喜 啓司 en japonés, nacido el 11 de abril de 1976 como Tamiya Keiji (田宮 啓司 en japonés)) es un exluchador profesional de sumo de Japón nacido en la ciudad de Okazaki en la Prefectura de Aichi. Su ranking más alto es ōzeki, que estrenó en septiembre de 2007 en el torneo de Tokio.
En sus inicios en el sumo usó el shikona de Kototamiya Keiji (琴田宮 啓司 en japonés), su nombre real.

## Biografía
Kotomitsuki tuvo una exitosa carrera escolar de sumo ganando 27 torneos nacionales aficionado en la Universidad Nihon. Hizo su debut profesional en marzo de 1999 y promocionó a la división makuuchi en mayo de 2000. En tan sólo seis torneos en la categoría se adjudicó el título en Tokio en septiembre con un récord de 13 - 2. Gracias a esa victoria volvió al rango de sekiwake que había perdido pero que tuvo por primera vez tras sólo dos torneos. Sin embargo, a pesar de su rapidez en ganar el torneo, en 2002 y 2003 fue sekiwake y maegashira. En 2004 fue komusubi, en 2006 sekiwake otra vez hasta septiembre de 2007 que ascendió hasta la segunda categoría del sumo, el ōzeki, que no perdió hasta su expulsión
Expulsado del sumo en julio de 2010 por su implicación en el escándalo de las apuestas ilegales en partidos de béisbol. Se convirtió en el primer ōzeki en ser expulsado del sumo profesional.

## Historial
| Año (Honbasho) | Hatsu Basho (enero) (ciudad de Tokio) | Haru Basho (marzo) (ciudad de Osaka)      | Natsu Basho (mayo) (ciudad de Tokio) | Nagoya Basho (julio) (ciudad de Nagoya) | Aki Basho (septiembre) (ciudad de Tokio) | Kyushu Basho (noviembre) (ciudad de Fukuoka) | Victorias / Derrotas / Ausencias |
| 1999           | ─                                     | Makushita Tsukedashi 60 Hatsu Dohyō 5 - 2 | Makushita 44 Este 6 - 1              | Makushita 20 Oeste 7 - 0                | Makushita 1 Oeste 5 - 2                  | Jūryō 12 Este 9 - 6                          | 32 - 11                          |
| 2000           | Jūryō 7 Este 11 - 4                   | Jūryō 1 Oeste 13 - 2                      | Maegashira 8 Este 0 - 0 - 15         | Jūryō 6 Oeste 9 - 6                     | Jūryō 4 Este 14 - 1                      | Maegashira 9 Oeste 13 - 2                    | 60 - 15 - 15                     |
| 2001           | Sekiwake 1 Oeste 4 - 11               | Maegashira 3 Oeste 10 - 5                 | Komusubi 1 Este 9 - 6                | Sekiwake 1 Oeste 6 - 9                  | Maegashira 2 Este 13 - 2                 | Sekiwake 1 Oeste 9 - 6                       | 51 - 39                          |
| 2002           | Sekiwake 1 Este 12 - 3                | Sekiwake 1 Este 8 - 7                     | Sekiwake 1 Oeste 0 - 0 - 15          | Maegashira 6 Oeste 7 - 8                | Maegashira 7 Este 12 - 3                 | Sekiwake 1 Oeste 8 - 7                       | 47 - 28 - 15                     |
| 2003           | Sekiwake 1 Oeste 9 - 6                | Sekiwake 1 Oeste 6 - 9                    | Maegashira 2 Este 0 - 5 - 10         | Maegashira 13 Este 9 - 6                | Maegashira 6 Este 11 - 4                 | Maegashira 1 Oeste 6 - 9                     | 41 - 39 - 10                     |
| 2004           | Maegashira 4 Oeste 13 - 2             | Sekiwake 1 Oeste 7 - 8                    | Komusubi 1 Oeste 9 - 6               | Komusubi 1 Este 7 - 8                   | Komusubi 1 Oeste 8 - 7                   | Komusubi 1 Este 10 - 5                       | 54 - 36                          |
| 2005           | Komusubi 1 Este 7 - 8                 | Maegashira 2 Este 9 - 6                   | Komusubi 1 Este 13 - 2               | Sekiwake 1 Oeste 7 - 8                  | Komusubi 1 Este 9 - 6                    | Sekiwake 1 Oeste 8 - 7                       | 53 - 37                          |
| 2006           | Sekiwake 1 Este 8 - 7                 | Sekiwake 1 Oeste 8 - 7                    | Sekiwake 1 Este 8 - 7                | Sekiwake 1 Oeste 8 - 7                  | Sekiwake 1 Oeste 8 - 7                   | Sekiwake 1 Oeste 9 - 6                       | 49 - 41                          |
| 2007           | Sekiwake 1 Este 8 - 7                 | Sekiwake 1 Este 10 - 5                    | Sekiwake 1 Este 12 - 3               | Sekiwake 1 Este 13 - 2                  | Ōzeki 2 Oeste 10 - 5                     | Ōzeki 1 Este 10 - 5                          | 63 - 27                          |
| 2008           | Ōzeki 1 Oeste 8 - 7                   | Ōzeki 1 Oeste 8 - 7                       | Ōzeki 1 Este 8 - 7                   | Ōzeki 1 Oeste 11 - 4                    | Ōzeki 1 Este 11 - 4                      | Ōzeki 1 Este 9 - 6                           | 55 - 35                          |
| 2009           | Ōzeki 1 Este 2 - 10 - 3               | Ōzeki 3 Este 8 - 7                        | Ōzeki 2 Oeste 8 - 7                  | Ōzeki 2 Oeste 12 - 3                    | Ōzeki 1 Oeste 9 - 6                      | Ōzeki 1 Oeste 8 - 7                          | 47 - 40 - 3                      |
| 2010           | Ōzeki 2 Este 1 - 7 - 7                | Ōzeki 2 Oeste 9 - 6                       | Ōzeki 2 Este 9 - 6                   | ─                                       | ─                                        | ─                                            | 19 - 19 - 7                      |